# Mitridate Eupatore
Mitridate Eupatore è un'opera seria in cinque atti del compositore italiano Alessandro Scarlatti su libretto di Girolamo Frigimelica Roberti. Fu eseguita per la prima volta, sotto la direzione del compositore, al Teatro San Giovanni Grisostomo di Venezia il 5 gennaio 1707. Un fallimento alla sua prima esecuzione, Mitridate Eupatore è ora considerata una delle migliori opere di Scarlatti.

## Ruoli
| Ruolo | Tipo di voce |
| --- | ------------ |
| Mitridate, erede di diritto ma espropriato del trono del Ponto, travestito da Eupatore, ambasciatore di Tolomeo, re d'Egitto                             | soprano      |
| Stratonica, madre di Mitridate, complice dell'assassinio del marito, e ora moglie di Farnace                                                             | soprano      |
| Laodice sorella di Mitridate, sposata contro la sua volontà con il contadino Nicomede                                                                    | soprano      |
| Nicomede contadino del Ponto, di nobile nascita e grande cuore, sposato con riluttanza con Laodice, ma senza mai tentare di consumare il loro matrimonio | soprano      |
| Issicratea moglie di Mitridate, travestita da Antigono, secondo ambasciatore del re d'Egitto                                                             | contralto    |
| Farnace ex amante di Stratonica, ora suo marito usurpatore del trono del Ponto                                                                           | tenore       |
| Pelopida ministro e confidente di Farnace | contralto    |
| Muti: Mitridate Evergete, primo marito di Stratonica; Tolomeo, re d'Egitto, e amico di Mitridate e Laodice; Cleopatra, sorella di Tolomeo                |              |

## Trama
Nell'antico regno del Ponto, Farnace ha preso il trono, uccidendo il re e sposando sua moglie, Stratonica. La figlia del re assassinato, Laodice, si è sposata con il nobile in rovina, Nicomede, ora ridotto a lavorare come pastore di vacche, mentre suo fratello, Mitridate Eupatore, si è rifugiato in Egitto. Mitridate e sua moglie, Issicratea, arrivano alla corte del Ponto travestiti da ambasciatori egiziani. Promettono la testa di Mitridate al re e alla regina usurpatori in cambio della pace tra l'Egitto e il Ponto. La madre di Mitridate acconsente alla morte del proprio figlio. Mitridate incontra sua sorella Laodice e le rivela la sua vera identità. Mitridate e Issicratea assassinano Farnace e Stratonica e Nicomede annuncia al popolo il ritorno del legittimo re.

## Esecuzioni
L'opera è stata rappresentata nel luglio 2017 al Festival de Beaune da Thibault Noally e dal suo ensemble Les Accents.